# San Jerónimo Taviche
San Jerónimo Taviche è un comune del Messico, situato nello stato di Oaxaca.